# 坂口正芳
坂口 正芳（さかぐち まさよし、1957年8月18日 - ）は、日本の警察官僚。東京都出身。第26代警察庁長官。

## 経歴
東京都立日比谷高等学校、東京大学法学部を卒業後、1980年に警察庁に入庁した。同期に北村滋、高橋清孝、岡本毅（岡本硝子社長、埼玉県警察本部刑事部長）がいる。交通警察関係に長く関わり、警視庁交通部長を務める。
広島県警察で警察署長を務めていたとき、勾留中の少年が逃走した際に辞職を考えたことがあったという。
また、大阪府警察刑事部長時代に泉南郡熊取町小4女児誘拐事件（2003年）の発生に遭遇、2011年に再び府警本部長として関わる立場となったが、未解決のまま大阪府警を離れた。
警察庁長官官房総括審議官、大阪府警察本部長、警察庁長官官房長（2013年1月就任）などを歴任。警察庁次長（2015年1月就任）を経て、2016年8月10日より2018年1月17日まで警察庁長官を務めた。後任は栗生俊一。

## 略歴
- 1994年3月18日 大阪府警察警務部参事官
- 1995年8月28日 警察庁交通企画課理事官
- 1997年3月28日 警察庁会計課企画官
- 1999年2月12日 警視庁第一方面本部長兼警務部参事官
- 1999年7月15日 警察庁長官官房付
- 2001年9月10日 秋田県警察本部長
- 2003年1月31日 大阪府警察刑事部長
- 2004年8月20日 警察庁刑事局組織犯罪対策部企画分析課長
- 2006年4月5日 警察庁長官官房会計課長
- 2008年4月14日 警視庁交通部長
- 2009年3月31日 警視庁警務部長
- 2009年6月26日 警察庁長官官房総括審議官
- 2011年10月25日 大阪府警察本部長
- 2013年1月25日 警察庁長官官房長
- 2015年1月23日 警察庁次長
- 2016年8月10日 警察庁長官
- 2018年1月18日 辞職
- 2018年5月1日 日本生命保険相互会社特別顧問[8]
- 2019年6月21日 日本碍子監査役[9]
- 2019年6月21日 日本自動車連盟代表理事・副会長[10]
- 2022年6月21日 日本自動車連盟会長に就任